# MBO Tele-Ball VII
MBO Tele-Ball VII ist eine Spielkonsole des deutschen Unternehmens MBO Schmidt & Niederleitner GmbH & Co. KG, die im Jahre 1977 ausschließlich in der Bundesrepublik Deutschland verkauft wurde. Das System basiert, wie fast alle Konsolen der damaligen Zeit, auf dem Schaltkreis AY-3-8500 von General Instrument. Mit der Konsole können verschiedene Varianten des Arcade-Spiels Pong ausgeführt werden.

## Technische Daten
- Bild: schwarz-weiß[1]
- Sound: eingebauter Lautsprecher in der Konsole[1]
- Controller: zwei abnehmbare Controller mit jeweils einem Drehregler ("Paddle") und Knopf[1]
- Netzteil: 6 Volt[1]
- Add-ons: zwei Lightguns (MBO Tele-Ball Pistole 0426 und MBO Tele-Ball Pistole 0445)[2]